# Lijst van burgemeesters van 's-Gravenzande
Dit is een lijst van burgemeesters van de voormalige Nederlandse gemeente 's-Gravenzande tot die gemeente per 1 januari 2004 is opgegaan in de gemeente Westland.
| Ambtsperiode | Naam burgemeester                                        | Partij of stroming | Bijzonderheden |
| ------------ | -------------------------------------------------------- | ------------------ | -------------- |
| 1824 - 1847  | mr. Jacobus Petrus de Fremery                            |                    | eerst schout   |
| 1847 - 1862  | A.J. van de Kasteele                                     |                    |                |
| 1862 - 1867  | jhr. Josephus Leonardus Hendricus Pompe van Meerdervoort |                    |                |
| 1867 - 1888  | A.S.M. Hageman                                           |                    |                |
| 1888 - 1902  | P.R. Dingemans van de Kasteele                           |                    |                |
| 1902 - 1905  | jhr. Hendrik Maurits Jacob van Lennep                    |                    |                |
| 1905 - 1938  | Mr. Jan (J.) Brunt Jz.                                   |                    |                |
| 1938 - 1942  | Frans (F.M.A.) Schokking                                 | CHU                |                |
| 1942 - 1943  | E.G. Bisschop                                            | NSB                |                |
| 1944 - 1945  | H.A.J. Ipenburg                                          | NSB                |                |
| 1945 - 1946  | Frans (F.M.A.) Schokking                                 | CHU                |                |
| 1947 - 1972  | Hendrik Bastiaan Nicolaas Mumsen                         | CHU                |                |
| 1972 - 1983  | Maarten (M.) van Prooijen                                | ARP / CDA          |                |
| 1983 - 2000  | Jan (J.H.) Ekkers                                        | VVD                |                |
| 2001 - 2004  | An (A.C.) Hommes                                         | VVD                | waarnemend     |